# Soghomon Tehlirjan

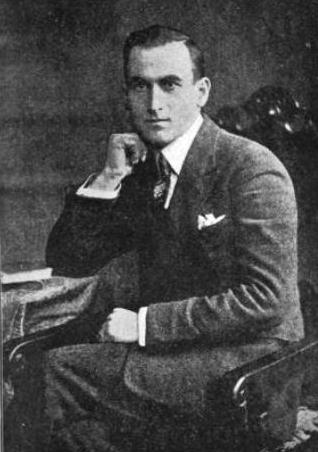
Soghomon Tehlirjan in 1921

Soghomon Tehlirjan (ook wel geschreven als Soromon Tehlerjan) (Armeens: Սողոմոն Թեհլիրյան) (2 april 1897 te Pakarij nabij Erzincan – 23 mei 1960 in de Verenigde Staten) was een Armeniër die bekend werd doordat hij op 15 maart 1921 de Turkse politicus Talaat Pasja vermoordde in de wijk Charlottenburg te Berlijn.
Tehlirjan was een overlevende van de Armeense genocide, waarbij hij het grootste deel van zijn familie verloren had. Zijn zussen werden in zijn nabijheid vermoord en verkracht. Hijzelf wist de dood te ontsnappen omdat hij, toen hij met andere Armeniërs werd neergemaaid, zich voor dood hield. (Dit laatste wordt in de Arte-documentaire Hinrichtung auf offener Strasse (2015) ontkend: hij zou toentertijd in het Armeens-Russische leger gediend hebben.)
De moord op Talaat Pasja, die een belangrijke rol speelde bij deze genocide, was dan ook een wraakactie. Tehlirjan had zich aangesloten bij de Dasjnak en kreeg de opdracht de moord te plegen in het kader van Operatie Nemesis. Voor de Duitse rechtbank ontkende hij niet dat hij Pasja had gedood. Hij werd door een Duitse jury berecht en binnen een uur vrijgesteld van vervolging.